# 傅景星
傅景星（1599年—1669年），字夢禎，河南承宣布政使司河南府登封縣（今河南省鄭州市登封縣）人，明末清初政治人物，崇禎丁丑進士，累官監察御史。明亡仕清，累官工部侍郎。

## 生平
崇禎九年（1636年）丙子科舉人，崇禎十年（1637年）聯捷丁丑科進士，户部觀政，本年六月授山西潞安府推官、十三年改平陽府、十五年冬選山東道監察御史，十六年巡按陝西甘肃，因陝西已被闖軍攻陷，駐蹕山西陽和。明亡，降李自成，任兵政府侍郎。
清軍入關後留任山東道監察御史。順治二年（1645年），巡按順天。順治四年（1647年），授太僕寺少卿。順治六年（1649年），改左通政。順治八年（1651年），升任通政使。次年改都察院左副都御史、工部右侍郎。順治十二年（1655年）被劾，以病乞假归。

## 著作
有《重修少林寺记》。

## 家族
曾祖傅相，忻州知州；祖傅士亨，增生；父傅如玉，荆州府通判。